# Tatamkhulu Afrika
Tatamkhulu Afrika (7 december 1920 — 23 december 2002) was een Zuid-Afrikaanse dichter en schrijver.
Tatamkhulu Afrika werd in Egypte geboren en is als kind in Zuid-Afrika aangekomen.  Hij heeft gevochten in de Tweede Wereldoorlog en was een lid van de Umkhonto we Sizwe, de militaire tak van het  ANC. 
Zijn eerste boek Broken Earth heeft hij geschreven toen hij nog maar zeventien jaar oud was, maar het duurde meer dan vijftig jaar voor zijn tweede werk Nine Lives verscheen. 
Hij is net na het verschijnen van zijn laatste boek, Bitter Eden, overleden aan de gevolgen van een auto-ongeval.

## Gedichten
- Nine Lives (1991)
- Dark Rider (1993)
- Maqabane (1994)
- The Lemon Tree (1995)
- Turning Points (1996)
- Flesh and the Flame (1998)
- The Angel and Other Poems (1999)
- Mad Old Man Under the Morning Star (2001)

## Romans
- Broken Earth (1940)
- The Innocents
- Tightrope
- Bitter Eden (2002)

- Bibliothèque nationale de France: cb13736276n (data)
- Gemeinsame Normdatei: 130674850
- International Standard Name Identifier: 0000 0001 1271 2353
- Library of Congress Control Number: nr92016524
- Nederlandse Thesaurus van Auteursnamen: 109453794
- Système universitaire de documentation: 050746189
- Virtual International Authority File: 23253049
- WorldCat: E39PBJvXmCmBtktmQBhPbg9dQq